# Megatech (entreprise)
Pour les articles homonymes, voir Megatech.

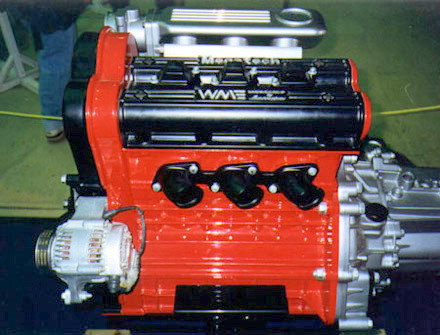
Projet de moteur F1 de Megatech.

Megatech était une entreprise enregistrée aux Bermudes, impliquée dans le développement de plusieurs supercars. Elle était détenue conjointement par Tommy Suharto, le plus jeune fils du président Suharto d’Indonésie, et Mycom Setdco, une filiale basée aux Bermudes de Mycom Bhd.
En 1994, Megatech a acheté la marque Lamborghini pour 40 millions de dollars. Elle l’a ensuite revendue à Audi AG en 1998 pour 110 millions de dollars. Megatech est également à l’origine de la fermeture de Vector Aeromotive en 1993, après avoir tenté une prise de contrôle hostile au détriment du fondateur de l’entreprise, Jerry Wiegert.

## Modèles
- Vector M12 (en)
- Vector SRV8 (en)